# Arena Națională
 Ovo je glavno značenje pojma Arena Națională. Za stari stadion pogledajte Stadionul Naţional (1953).
Arena Națională (Nacionalna arena) nogometni je stadion u Bukureštu u Rumunjskoj, kao dio sportskoga zdanja Lia Manoliu. Dovršena je u rujnu 2011. i domaćin je utakmicama rumunjske nogometne reprezentacije, te stadion za završnicu Rumunjskoga kupa.
U početcima, stadion je planiran za UEFA Euro 2020., koje se moglo održalo u Rumunjskoj i Bugarskoj. Vlasnici (općina Bukurešt) su platili 234 milijuna € za izgradnju igrališta, koje je kapaciteta 55 600 sjedala.
U listopadu 2005. godine, odlučena je obnova staroga stadiona u potpunosti. Zbog manjka novaca za obnovu stadiona, obavljeni su samo manji popravci. Kasnije, kad je bilo novčano omogućeno, renovacija je počela u studenome 2007. godine.
Arena Națională prvi je rumunjski stadion s kategorizacijom „UEFA Elite” (5 zvjezdica) i na njemu se igraju europske utakmice, kao i Stadionul Steaua i Stadionul Dr. Constantin Rădulescu koji su bili jedini rumunjski stadioni na kojima se može igrati UEFA-ina Liga prvaka.

## Poznati događaji
- Stadion je bio domaćin finala UEFA Europske lige 2012, održana 9. svibnja 2012. između španjolskih ekipa Atlético Madrida i Athletic Bilbaa.[5][6]

- Stadion je bio domaćin Europskoga nogometnog prvenstva 2020. godine.

## Vanjske poveznice
- Službena stranica
- Arena Națională  Arhivirana inačica izvorne stranice od 15. lipnja 2012. (Wayback Machine) na World Stadiums.com (engl.)
- Panorama od 360° (rum.)
- Fotografije izgradnje arene, siječanj 2010. (rum.)

| Prethodnik:   | Domaćin Finala UEFA-ine Europske lige 2012. | Nasljednik:     |
| Aviva Stadium | Domaćin Finala UEFA-ine Europske lige 2012. | Amsterdam ArenA |